# NGC 4711
NGC 4711 est une galaxie spirale barrée  située dans la constellation des Chiens de chasse. Sa vitesse par rapport au fond diffus cosmologique est de 4 298 ± 18 km/s, ce qui correspond à une distance de Hubble de 63,4 ± 4,4 Mpc (∼207 millions d'al). NGC 4711 a été découverte par l'astronome germano-britannique William Herschel en 1785. Cette galaxie a aussi été observée par l'astronome allemand Max Wolf le 21 mars 1903 et elle a été inscrite à l'Index Catalogue sous la désignation IC 3804.
La classe de luminosité de NGC 4711 est II et elle présente une large raie HI.
À ce jour, quatre mesures non basées sur le décalage vers le rouge (redshift) donnent une distance de 54,450 ± 13,090 Mpc (∼178 millions d'al), ce qui est à l'intérieur des valeurs de la distance de Hubble. Notons cependant que c'est avec la valeur moyenne des mesures indépendantes, lorsqu'elles existent, que la base de données NASA/IPAC calcule le diamètre d'une galaxie et qu'en conséquence le diamètre de NGC 4711 pourrait être d'environ 29,2 kpc (∼95 200 al) si on utilisait la distance de Hubble pour le calculer.
Selon Abraham Mahtessian, NGC 4687 et NGC 4711 forment une paire de galaxies. Ces deux galaxies sont dans la même région de la sphère céleste et leur vitesse radiale ne  diffère que de 206 km/s (4 256 km/s pour NGC 4687) et (4 050 km/s pour NGC 4711). Il s'agit donc fort probablement d'une paire de galaxies.

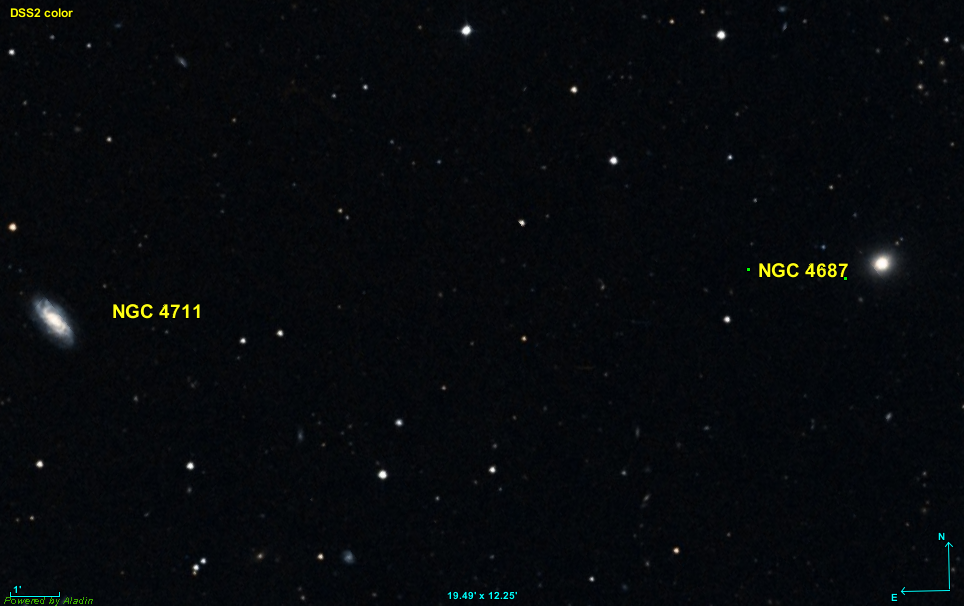
La paire de galaxies NGC 4687 et NGC 4711.